# Doječa Marija
Doječa Marija, Virgo Lactans ali Madonna Lactans, je ikonografija Marije z otrokom, v kateri je prikazana [[sveta Marija|Devica Marija]g, ki doji malega Jezusa. V italijanščini se imenuje Madonna del Latte (Madona mleka). Bil je pogost tip v slikarstvu do spremembe ozračja po Tridentinskem koncilu, ko ga je cerkev, vsaj v javnih kontekstih, precej odsvetovala iz razlogov spodobnosti.
Upodobitev omenja papež Gregor Veliki, mozaična upodobitev, ki je verjetno iz 12. stoletja, pa je na pročelju bazilike svete Marije v Trasteveru v Rimu, je pa še nekaj drugih primerov ohranjenih pred poznim srednjim vekom. Še naprej jo najdemo v pravoslavnih ikonah (kot Galaktotrophousa v grščini, Mlekopitatelnitsa v ruščini), zlasti v Rusiji.
Zdi se, da je uporaba upodobitve ponovno oživela s cistercijanskim redom v 12. stoletju, kot del splošnega vzpona marijanske teologije in pobožnosti. Mleko je veljalo za »predelano kri«, mleko Device pa je bilo do neke mere vzporedno z vlogo Kristusove krvi.
V srednjem veku so srednji in višji sloji običajno prepustili dojenje dojiljam, upodobitev Doječe Marije pa je bila povezana z Marijo ponižnosti, upodobitvijo, ki je prikazovala Devico v bolj običajnih oblačilih kot na primer prikazana kraljeva oblačila, na slikah kronanja Device in pogosto sedi na tleh. Prva polovica 13. stoletja je ustvarila več kot sto ohranjenih slik. Pojav takšnih slik v Toskani v zgodnjem 14. stoletju je bil nekakšna vizualna revolucija, ki je deloma nadomestila upodobitve nebeške kraljice; priljubljene so bile tudi na Iberskem polotoku.

## Pozni srednji vek in zaton
Večina poznosrednjeveških slik je manjših nabožnih tabel, ki vsebujejo le dve bistveni figuri (včasih plus majhne angele). Toda doječa Marija je včasih središče sacra conversazione s svetniki in morda portreti donatorjev.
V nizozemskem in flamskem renesančnem slikarstvu, zlasti v Antwerpnu, so se v začetku 16. stoletja pojavile različice na novo priljubljenega motiva Svete družine (Marija z otrokom s sv. Jožefom) z doječo Marijo; Joos van Cleve je naslikal veliko teh. Te so bile na majhnih votivnih tablah za domove premožnih in ne za cerkve. Več kompozicij so kopirali različni umetniki, verjetno iz risb, ki so se prenašale naokrog. Na podlagi odlomka Ludolfa Saškega bi lahko temo spremenili tudi v Počitek na begu v Egipt, s privlačnostjo pokrajinskega ozadja. Jožefa bi lahko prikazali blizu Marije ali kot majhno figuro, ki išče hrano v ozadju, kot na sliki Gerarda Davida. Včasih Marija doji, ko jezdi na zadnji strani osla, že na miniaturi iz 12. stoletja v samostanu svete Katarine na Sinaju.
Zdi se, da je bila druga kompozicija iz istega flamskega okolja, ki jo večinoma najdemo na cenejšem nosilcu iz platna in ne na tabli, povezana s pobožnostjo Brezmadežnemu spočetju. To samo prikazuje Marijo, ki gleda navzdol, in otroka.
Druga vrsta upodobitev, ki je bila prav tako opuščena po Trentu, je prikazovala Marijo, ki razgalja svoje prsi v tradicionalni gesti ženske prošnje h Kristusu, ko prosi za usmiljenje za grešnike v prizorih Deesis ali Poslednje sodbe. Dober primer je freska v S. Agostino v San Gimignanu, delo Benozza Gozzolija, naslikana v praznovanje konca kuge.
Doječa Marija je v baroku preživela nekatere upodobitve Svete družine, na primer El Greca, in pripovedne prizore, kot je Počitek na begu v Egipt, na primer Orazia Gentileschija (različice v Birminghamu in na Dunaju).

## Lactatio Bernardi
Različica, znana kot Dojenje sv. Bernarda (latinsko Lactatio Bernardi ali preprosto Lactatio), temelji na čudežu ali viziji sv. Bernarda iz Clairvauxa, kjer mu je Marija poškropila mleko na ustnice (v nekaterih različicah je buden in moli pred podoba Marije, v drugih speča). V umetnosti običajno poklekne pred Madonno Lactans, in ko si Jezus oddahne od hranjenja, Marija stisne prsi in zadene ga brizg mleka, ki je pogosto prikazan, kako prepotuje impresivno razdaljo. Mleko naj bi mu dalo modrost, pokazalo, da je Marija njegova mati (in matere človeštva na splošno) ali pozdravilo okužbo oči. V tej obliki je Doječa Marija preživela v baročni umetnosti in včasih v rokokoju, kot na primer v glavnem oltarju v Kloster Aldersbachu.

## Galerija
- Mojster Magdalene, s svetima Leonardom in Petrom ter prizori iz življenja svetega Petra, ok. 1270
- Lippo Memmi ali krog, ok. 1340–50
- Desno krilo Melunskega diptiha, c. 1452, Jean Fouquet
- Doječa Marija (pribl. 1500 ali pozneje), Jan Provoost
- Andrea Solario, Madona z zelene blazine, ok. 1507–10
- Sveta družina, Joos van Cleve, ok. 1512–13
- Med begom v Egipt, André Gonçalves, Portugalska, pred letom 1755
- Galaktotrophousa, Makarios, Grčija ok. 1784